# Méthode d'exhaustion
En mathématiques, la méthode d'exhaustion est un procédé ancien de calcul d'aires, de volumes et de longueurs de figures géométriques complexes. La quadrature est la recherche de l'aire d'une surface, la rectification est celle de la longueur d'une courbe.
Dans le cas du calcul de l'aire A d'une figure plane, la méthode d'exhaustion consiste en un double raisonnement par l'absurde : on suppose que son aire est strictement supérieure à A, puis on aboutit à une contradiction ; on suppose ensuite que son aire est strictement inférieure à A, puis on aboutit à une autre contradiction. On parvient ainsi à montrer que l'aire de la figure est A.

## Histoire
On attribue à Eudoxe de Cnide la paternité de ce procédé. Archimède l'illustra brillamment, en faisant grand usage de l'axiome qui porte son nom (Archimède utilisait également une méthode d'encadrement qui lui est apparentée). Bien que lourde à mettre en œuvre, elle resta, dans son domaine, la seule méthode de démonstration considérée comme vraiment rigoureuse, pendant plusieurs siècles. Même l'apparition de la méthode des indivisibles, au début du XVIIe siècle, ne la rendit pas complètement obsolète. Elle fut cependant dépassée, quelques décennies plus tard, par les succès du calcul infinitésimal.
Elle inspire encore la méthode des coupures, que Richard Dedekind utilise en 1858 pour la construction des nombres réels. Celle-ci fournit cependant une fondation de l'analyse entièrement dégagée des considérations géométriques, ce qui n'est pas le cas de la méthode d'exhaustion.

## Exhaustion et quadrature
La méthode d'exhaustion fut utilisée dans les problèmes suivants :

### Quadrature du cercle

Illustration de la méthode d'exhaustion

La proposition 2 du livre XII des Eléments d'Euclide démontre que l'aire d'un disque est proportionnelle au carré du diamètre. Elle repose sur une propriété analogue portant sur les polygones inscrits dans un cercle et précédemment démontrée par Euclide : pour deux polygones semblables d'aires C et C' inscrits dans des cercles de diamètres respectifs D et D', on a : C/C'= D²/D'².
Le principe de la méthode d'exhaustion est le suivant. Soit un disque de diamètre D et d'aire A, et un deuxième disque de diamètre D' et d'aire A'. Il s'agit de montrer que A/A' = D²/D'².
Supposons que ce ne soit pas le cas et que A/A' > D²/D'². Soit B une aire telle que B/A' = D²/D'². On a donc A > B. Inscrivons dans le disque d'aire A un polygone d'aire C tel que A > C > B et dans le disque d'aire A' un polygone d'aire C' semblable au polygone d'aire C. D'après la proposition montrée sur les polygones, on a C/C' = D²/D'² = B/A'. Or C' < A'. Donc C < B, ce qui est absurde. On ne peut donc pas avoir A/A' > D²/D'².
De la même manière, en supposant que A/A' < D²/D'², on aboutit à une contradiction. On a donc A/A' = D²/D'².
Archimède démontre ensuite par cette même méthode qu'un cercle délimite une aire égale à celle d'un triangle rectangle dont l'un des côtés adjacents à l'angle droit est égal au rayon de ce cercle, et l'autre est égal à la circonférence de celui-ci. Cela établit que le rapport de l'aire d'un disque au carré du rayon est identique au rapport de la circonférence d'un cercle à son diamètre, résultat qui est à l'origine du nombre pi.

### Quadrature de la parabole
La quadrature de la parabole consiste à déterminer l'aire de la surface comprise entre une corde et une portion de parabole. Elle fut entreprise par Eudoxe, qui proposa une méthode d'obtention d'une suite de bornes inférieures. Archimède compléta le calcul en proposant une suite de bornes supérieures.
Archimède démontre qu'à chaque étape de son calcul, l'amplitude de l'encadrement obtenu est réduit de plus de la moitié et qu'en continuant le processus les valeurs seront aussi proches qu'on le souhaite de l'aire cherchée.

## Exhaustion et volume

### Volume de la pyramide et du cône
La proposition 6 du livre XII des Eléments d'Euclide démontre que les pyramides qui ont même hauteur et des bases de même aire ont même volume. Euclide en déduit ensuite que le volume de la pyramide est le tiers de la base par la hauteur. La démonstration de cette dernière propriété, énoncée par Démocrite, est due à Eudoxe de Cnide.
Les démonstrations ultérieures de cette formule font toutes appel à des méthodes relevant de près ou de loin à un calcul intégral et aucune preuve par découpage de la pyramide n'a pu être trouvée. Cette difficulté conduisit Hilbert en 1900 à faire figurer cette question en troisième place dans sa liste de problèmes.
Dans la proposition 10 du livre XII, le résultat précédent est étendu aux cônes, tiers du cylindre de même base et de même hauteur.

### Volume d'une boule
En approchant une sphère par des polyèdres inscrits, il est montré, dans la proposition 18 du livre XII des Eléments d'Euclide, que le volume d'une boule est proportionnel au cube du diamètre. C'est Archimède qui déterminera ensuite la formule du volume de la boule.